# Robbery Beaches
Die Robbery Beaches (englisch für Räubereistrände) sind Strände im Westen der Livingston-Insel im Archipel der Südlichen Shetlandinseln. Sie liegen an der Nordseite der Byers-Halbinsel und grenzen an die Barclay Bay einschließlich der Nebenbuchten Baba Tonka Cove und Kukuzel Cove.
Ihre Benennung geht auf den britischen Seefahrer James Weddell zwischen 1820 und 1823 zurück. Namensgebend ist der im Zuge erbitterter Konkurrenzkämpfe von britischen Robbenjägern im Januar 1821 vorgenommene Raub von Robbenfellen von der US-amerikanischen Brigg Charity of New York unter Kapitän Charles H. Barnard (1781–1840).